# Kullasläktet
Kullasläktet (Anthemis) är ett släkte i familjen korgblommiga växter med ca 150 arter från Nordamerika. De är utbredda från Europa och norra Afrika till Centralasien och Pakistan.

## Bildgalleri

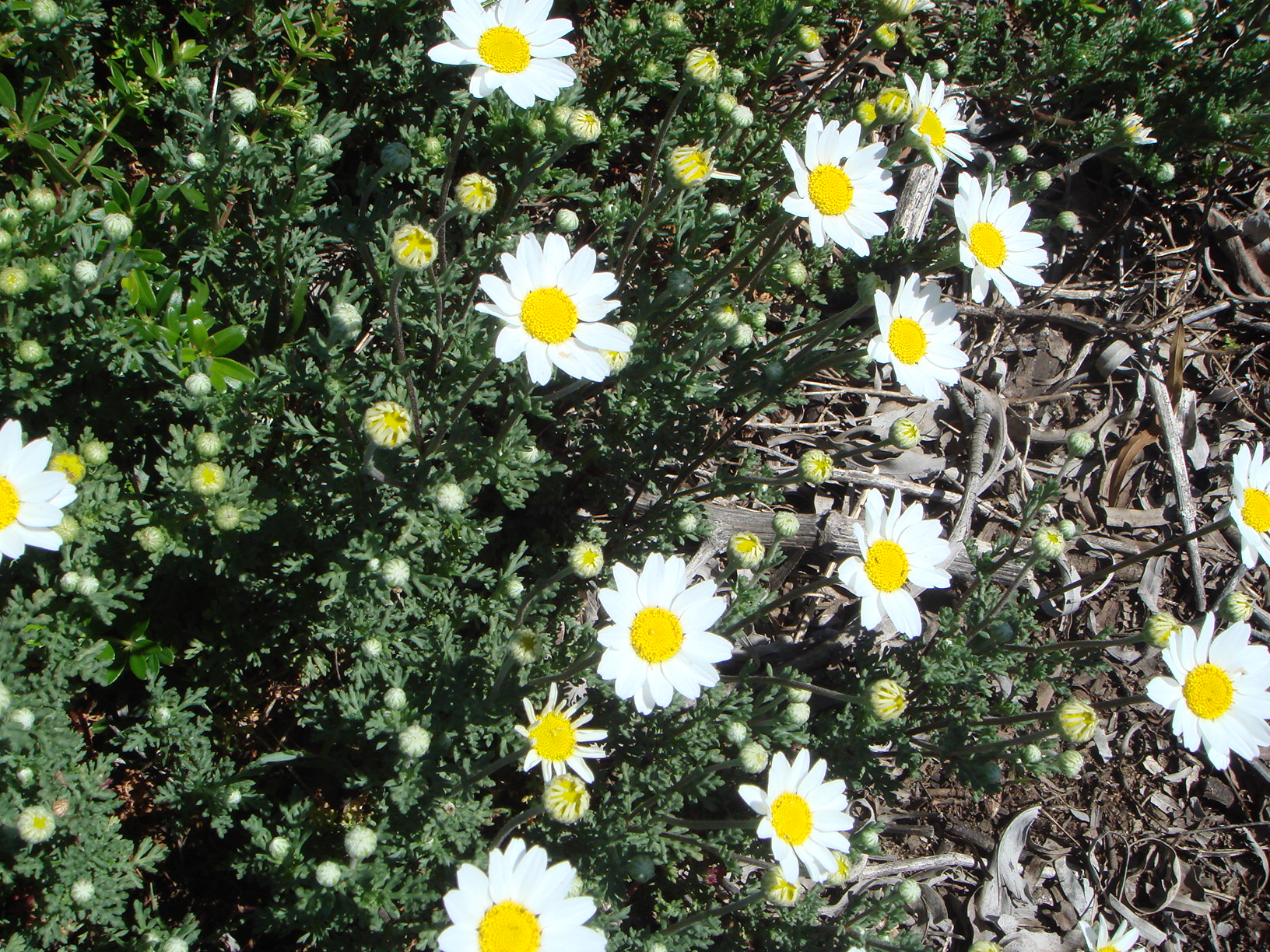
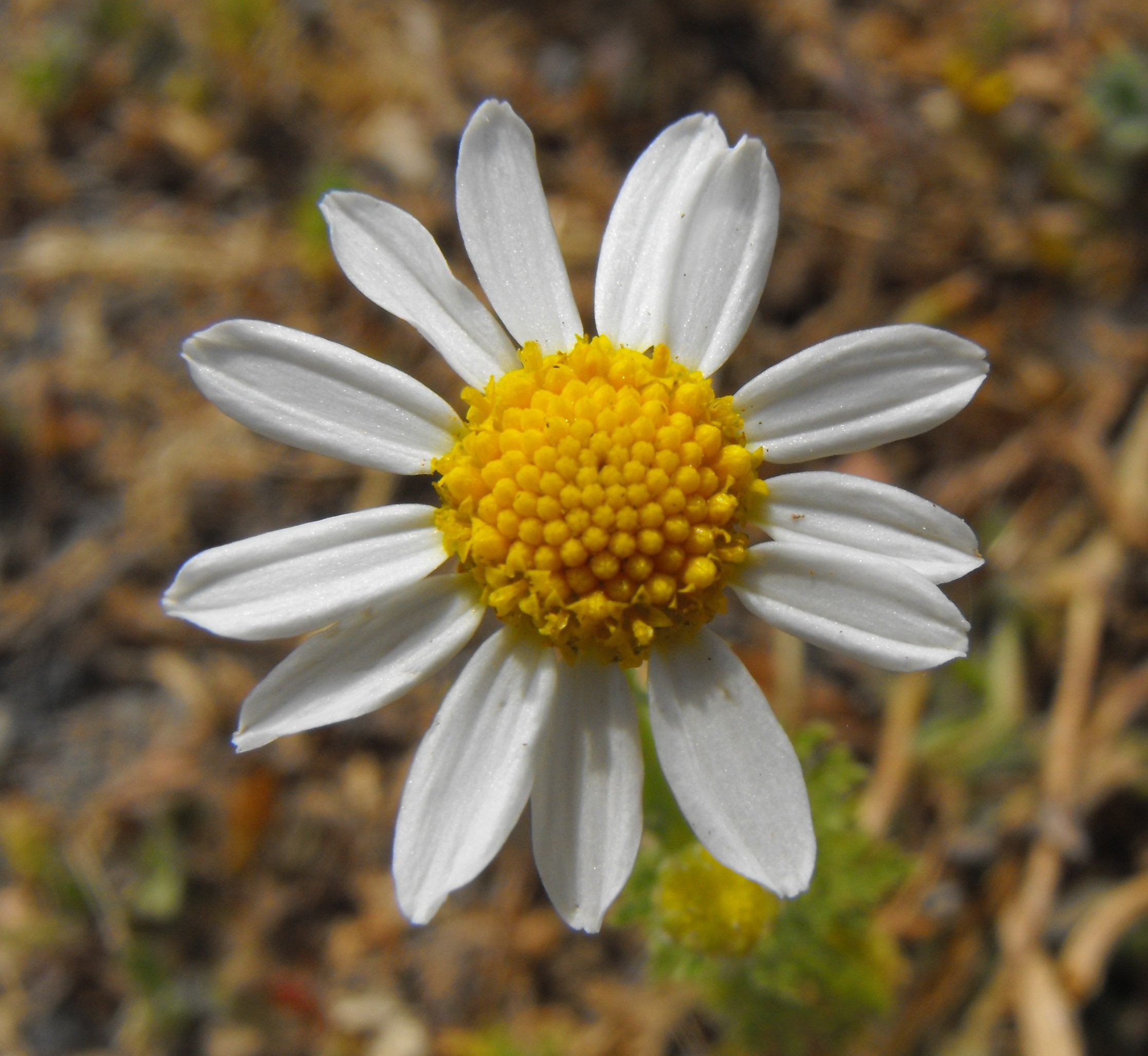
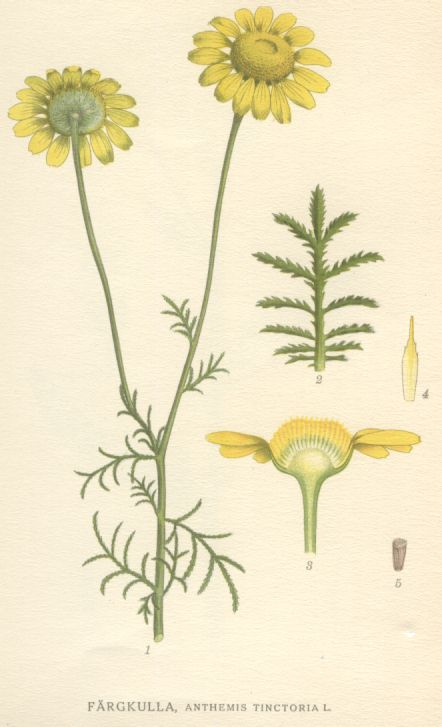
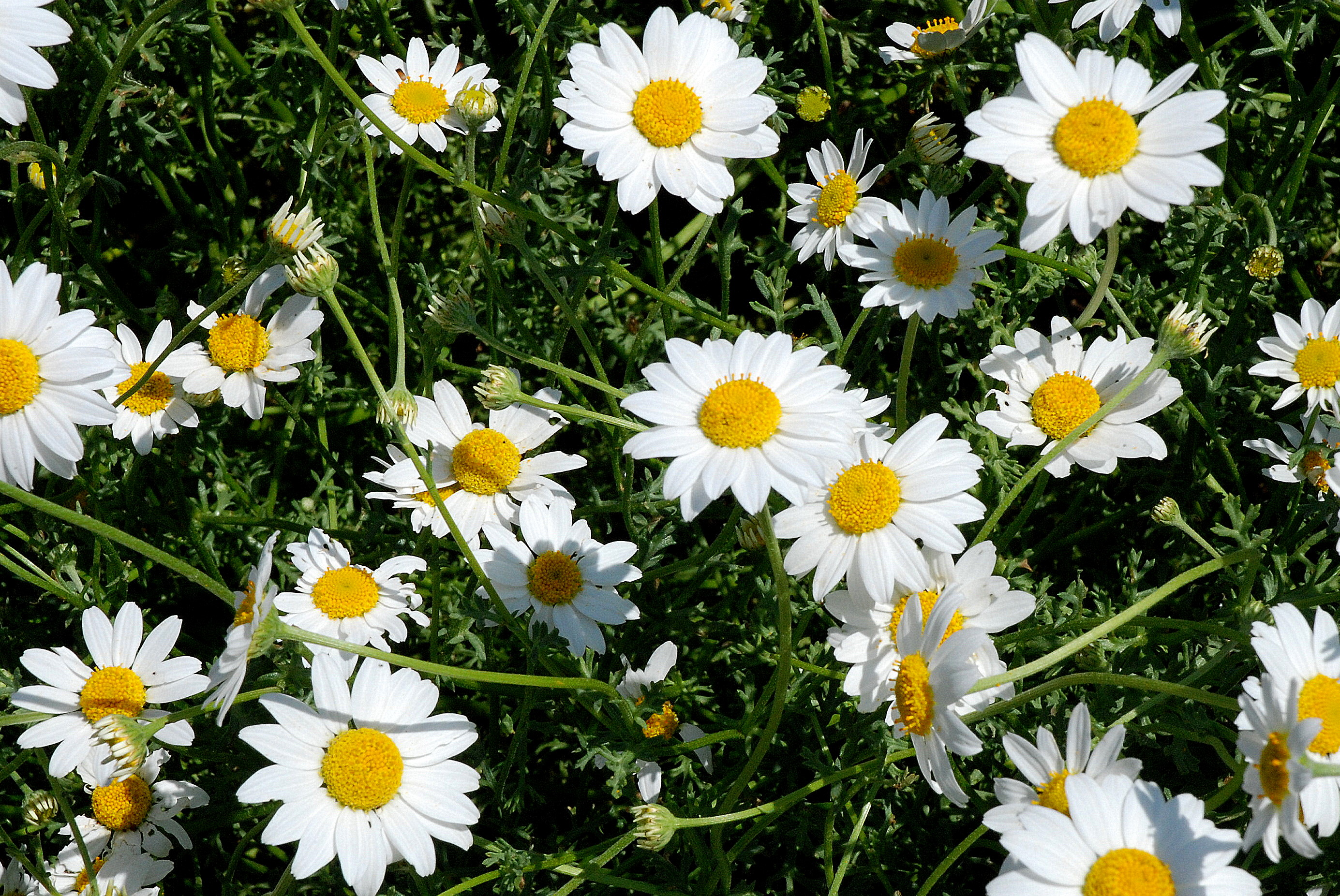
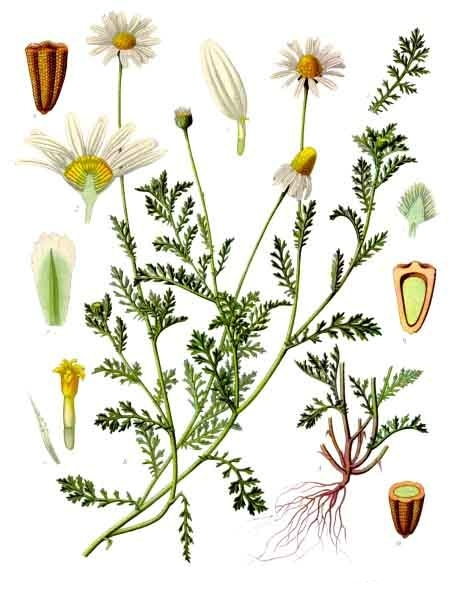
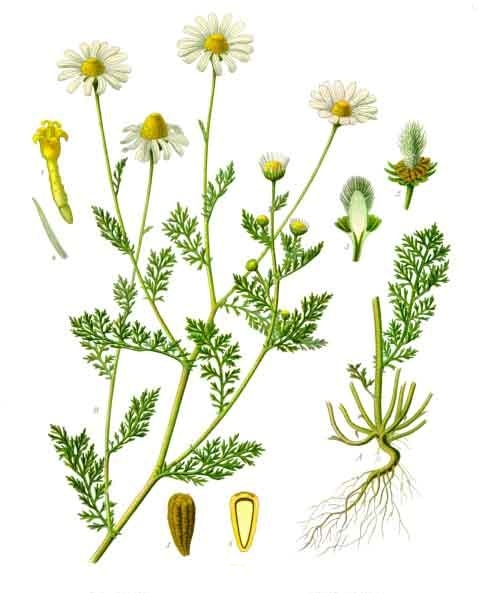

## Dottertaxa till kullasläktet, i alfabetisk ordning[1]
- Anthemis aaronsohnii
- Anthemis abrotanifolia
- Anthemis abylaea
- Anthemis aciphylla
- Anthemis adonidifolia
- Anthemis adulterina
- Anthemis aeolica
- Anthemis aetnensis
- Anthemis aliezrae
- Anthemis alpestris
- Anthemis ammanthus
- Anthemis ammophila
- Anthemis anthemiformis
- Anthemis arenicola
- Anthemis argyrophylla
- Anthemis arvensis
- Anthemis atropatana
- Anthemis auriculata
- Anthemis austroiranica
- Anthemis ballii
- Anthemis behboudiana
- Anthemis bollei
- Anthemis bornmuelleri
- Anthemis bourgaei
- Anthemis boveana
- Anthemis brachycarpa
- Anthemis brachycentra
- Anthemis brachystephana
- Anthemis brevicuspis
- Anthemis breviradiata
- Anthemis bushehrica
- Anthemis caerulescens
- Anthemis calcarea
- Anthemis candidissima
- Anthemis chia
- Anthemis chrysantha
- Anthemis chrysanthemum
- Anthemis chrysoleuca
- Anthemis confusa
- Anthemis cornucopiae
- Anthemis corymbulosa
- Anthemis cota
- Anthemis cotula
- Anthemis cretica
- Anthemis cuneata
- Anthemis cupaniana
- Anthemis cyrenaica
- Anthemis davisii
- Anthemis deserticola
- Anthemis dicksoniae
- Anthemis didymaea
- Anthemis edumea
- Anthemis emasensis
- Anthemis filicaulis
- Anthemis fimbriata
- Anthemis freitagii
- Anthemis fruticulosa
- Anthemis fumariifolia
- Anthemis fungosa
- Anthemis gharbensis
- Anthemis gilanica
- Anthemis gillettii
- Anthemis glaberrima
- Anthemis glareosa
- Anthemis gracilis
- Anthemis hamrinensis
- Anthemis handel-mazzettii
- Anthemis haussknechtii
- Anthemis hebronica
- Anthemis hemistephana
- Anthemis hermonis
- Anthemis hirtella
- Anthemis homalolepis
- Anthemis homogamos
- Anthemis hyalina
- Anthemis hydruntina
- Anthemis indurata
- Anthemis iranica
- Anthemis ismelia
- Anthemis kandaharica
- Anthemis karacae
- Anthemis kermanica
- Anthemis kitaibelii
- Anthemis kotschyana
- Anthemis kruegeriana
- Anthemis laconica
- Anthemis leptophylla
- Anthemis leucanthemifolia
- Anthemis leucolepis
- Anthemis lithuanica
- Anthemis lorestanica
- Anthemis macedonica
- Anthemis macrotis
- Anthemis maris-mortui
- Anthemis maritima
- Anthemis maroccana
- Anthemis marschalliana
- Anthemis mauritiana
- Anthemis mazandaranica
- Anthemis melampodina
- Anthemis melanacme
- Anthemis meteorica
- Anthemis micrantha
- Anthemis microcephala
- Anthemis microlepis
- Anthemis microsperma
- Anthemis mirheydari
- Anthemis moghanica
- Anthemis monilicostata
- Anthemis muricata
- Anthemis nabataea
- Anthemis ochroleuca
- Anthemis odontostephana
- Anthemis orientalis
- Anthemis parthenioides
- Anthemis parthenoides
- Anthemis parvifolia
- Anthemis parviloba
- Anthemis patentissima
- Anthemis pauciloba
- Anthemis pectinata
- Anthemis peduncularis
- Anthemis pedunculata
- Anthemis peregrina
- Anthemis persepolitana
- Anthemis persica
- Anthemis pindicola
- Anthemis plebeia
- Anthemis plutonia
- Anthemis pseudocotula
- Anthemis pulvinata
- Anthemis punctata
- Anthemis pungens
- Anthemis rascheyana
- Anthemis retusa
- Anthemis rhodensis
- Anthemis rhodocentra
- Anthemis rigida
- Anthemis rosea
- Anthemis rumelica
- Anthemis ruthenica
- Anthemis sancti-johannis
- Anthemis saxatilis
- Anthemis scariosa
- Anthemis schizostephana
- Anthemis scopulorum
- Anthemis scrobicularis
- Anthemis secundiramea
- Anthemis sheilae
- Anthemis sintenisii
- Anthemis sterilis
- Anthemis stiparum
- Anthemis straussii
- Anthemis subcinerea
- Anthemis susiana
- Anthemis taubertii
- Anthemis tenuicarpa
- Anthemis tenuiflora
- Anthemis tenuiloba
- Anthemis tenuisecta
- Anthemis tigrensis
- Anthemis tomentella
- Anthemis tomentosa
- Anthemis tricolor
- Anthemis tricornis
- Anthemis tripolitana
- Anthemis triumfetti
- Anthemis trotzkiana
- Anthemis tubicina
- Anthemis ubensis
- Anthemis wallii
- Anthemis werneri
- Anthemis wettsteiniana
- Anthemis wiemanniana
- Anthemis virescens
- Anthemis xylopoda
- Anthemis yemenensis
- Anthemis yemensis
- Anthemis zaianica
- Anthemis zoharyana